# Isabelle Patissier
Isabelle Patissier (* 1. března 1967 Sainte-Foy-lès-Lyon) je bývalá francouzská reprezentantka ve sportovním lezení (první ženský přelez cesty 8b) a automobilová závodnice (rallye). Vítězka Rock Masteru, vicemistryně světa, Evropy a mistryně Francie v lezení na obtížnost.

## Výkony a ocenění
V roce 1995 vydal Heinz Zak knihu Rock Stars, kde je mezi nejlepšími skalními lezci světa (mezi sedmnácti francouzskými).
- 1986,1988: dvě medaile ze závodů Sportroccia
- 1988-1992: třikrát zvítězila na prvních pěti mistrovstvích Francie v lezení na obtížnost
- 1991: první francouzská vítězka prestižních mezinárodních závodů Rock Master v italském Arcu

### Sportovní výstupy ve skalách
- 1988: Ecographie, 8a+, Verdon, Francie, opakování
- 1988: Sortiléges, 8b, Cimai, opakování, jeden měsíc nacvičování — první ženský přelez 8b
- 1988: Les Sucettes á L'Anis, 8b, Cima, opakování

### Závodní výsledky
| Sportroccia | Sportroccia | Sportroccia |
| Rok         | 1986        | 1988        |
| ----------- | ----------- | ----------- |
| Obtížnost   | 3           | 2           |

| Arco Rock Master | Arco Rock Master |
| Rok              | 1991             |
| ---------------- | ---------------- |
| Obtížnost        | 1                |

| Mistrovství světa | Mistrovství světa | Mistrovství světa |
| Rok               | 1991              | 1993              |
| ----------------- | ----------------- | ----------------- |
| Obtížnost         | 2                 | 3                 |

| Světový pohár | Světový pohár | Světový pohár |
| Rok           | 1990          | 1991          |
| ------------- | ------------- | ------------- |
| Obtížnost     | 1             | 1             |
| jednotlivě*   |               |               |

- poznámka: nalevo jsou poslední závody v roce)

| Mistrovství Evropy | Mistrovství Evropy |
| Rok                | 1992               |
| ------------------ | ------------------ |
| Obtížnost          | 2                  |

| Mistrovství Francie | Mistrovství Francie | Mistrovství Francie | Mistrovství Francie | Mistrovství Francie |
| Rok                 | 1988                | 1990                | 1991                | 1992                |
| ------------------- | ------------------- | ------------------- | ------------------- | ------------------- |
| Obtížnost           | 1                   | 2                   | 1                   | 1                   |